# Ljubač (żupania szybenicko-knińska)
Ljubač – wieś w Chorwacji, w żupanii szybenicko-knińskiej, w mieście Knin. W 2011 roku liczyła 78 mieszkańców.